# Oreosolen wattii
Oreosolen wattii là một loài thực vật có hoa trong họ Huyền sâm. Loài này được Hook. f. mô tả khoa học đầu tiên năm 1884.